# Herz Jesu (Hausen am Albis)

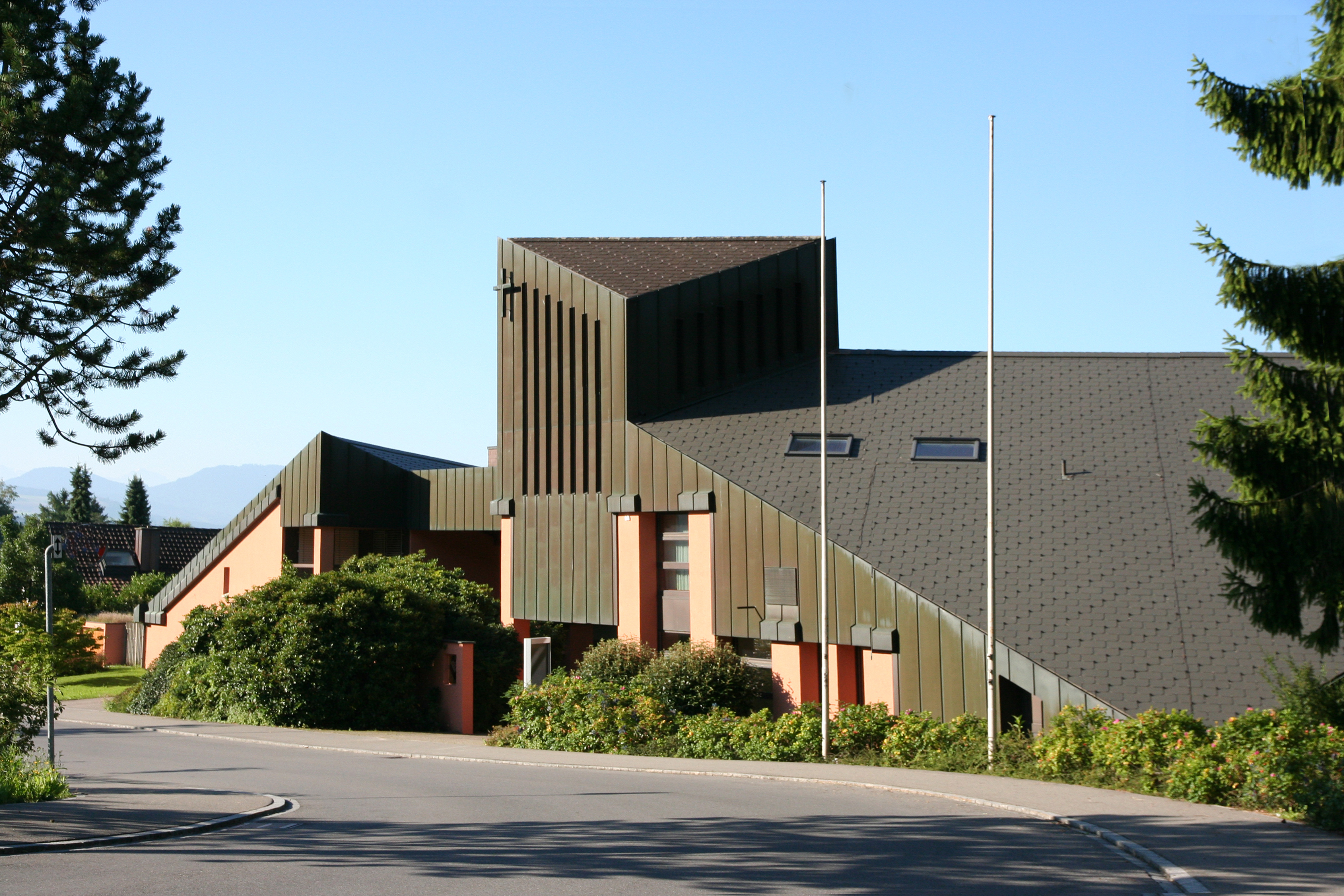
Kirche Herz Jesu, Aussenansicht

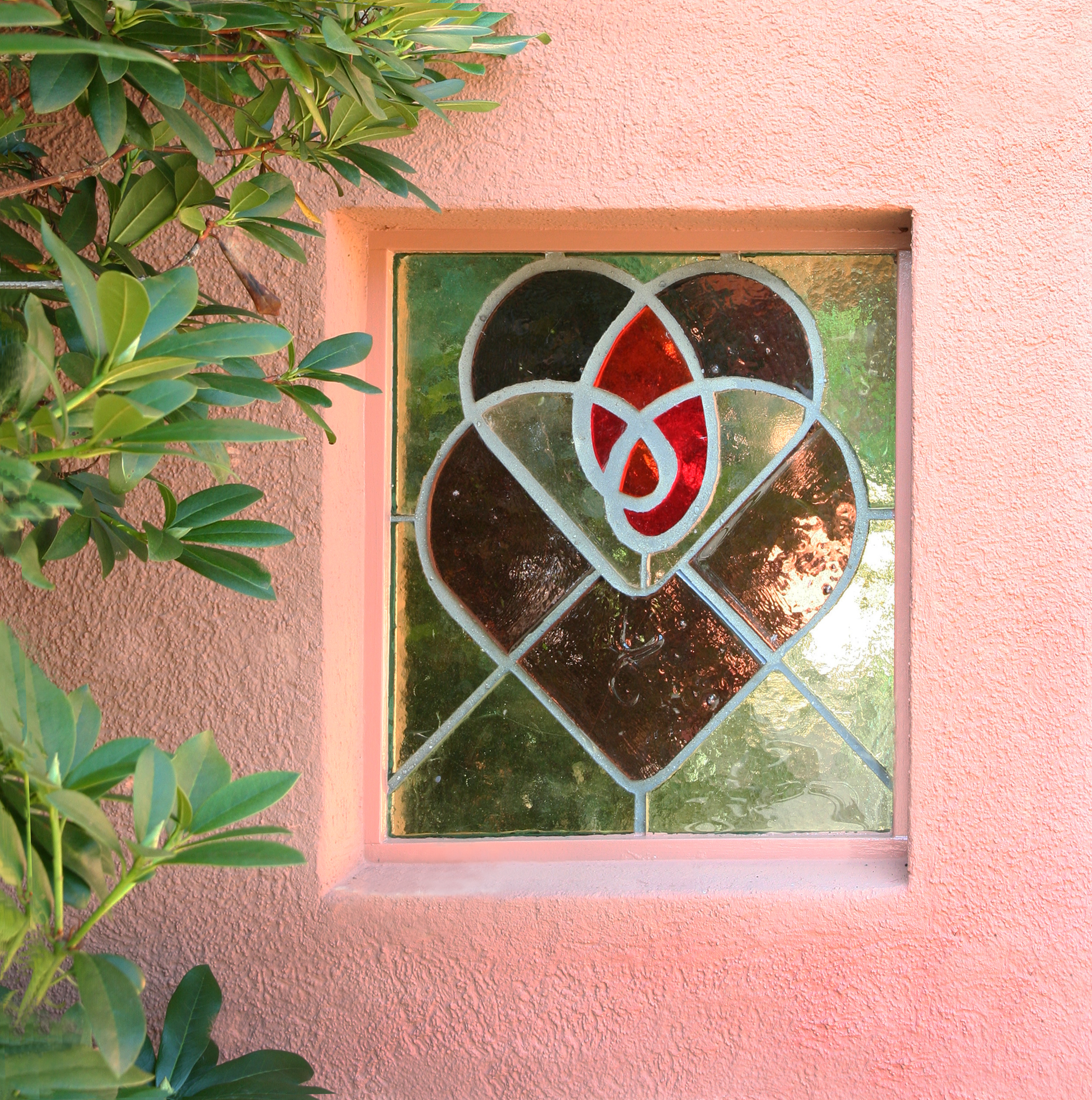
Glasfenster mit dem Herz Jesu

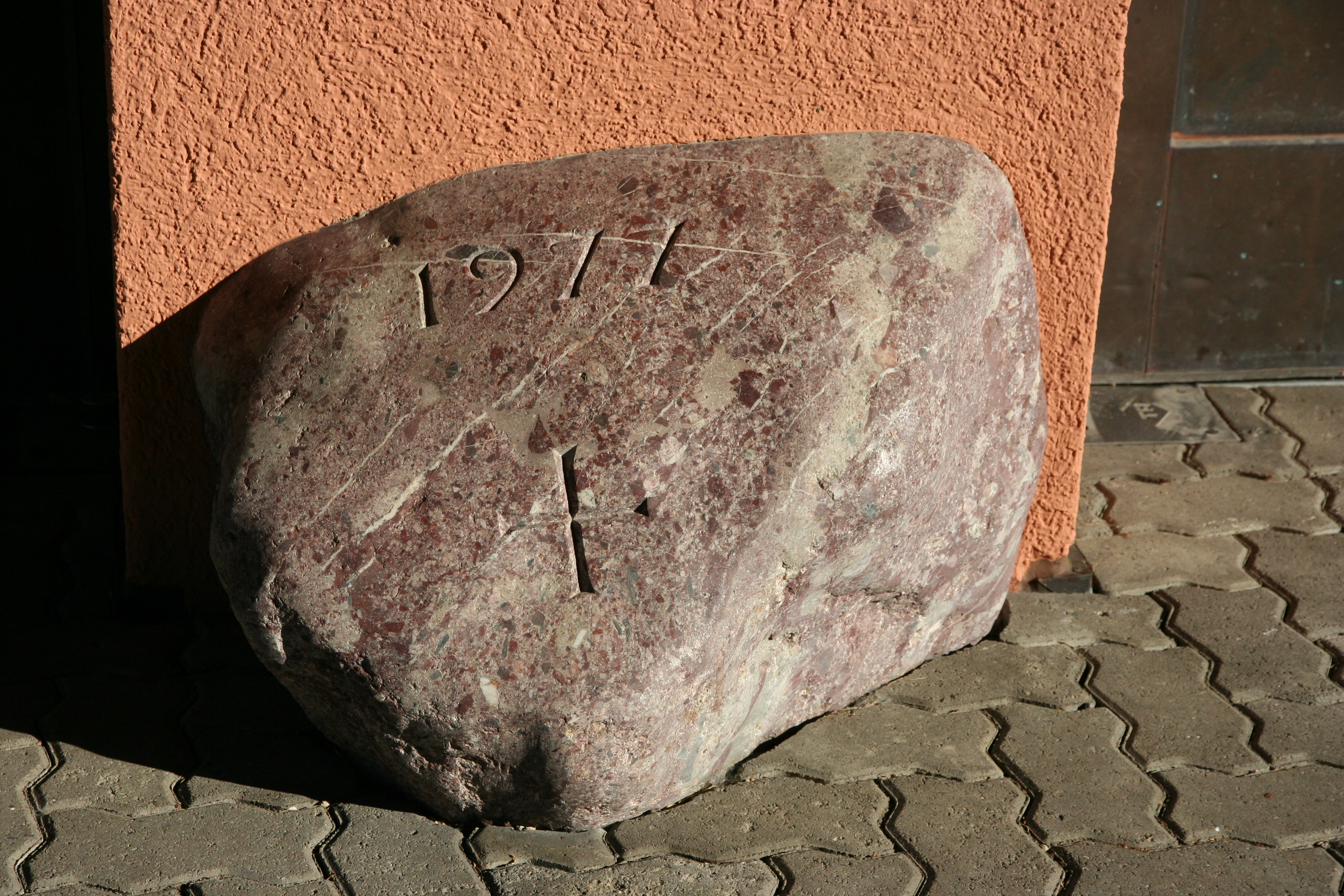
Grundstein von 1977

Die Kirche Herz Jesu ist die römisch-katholische Pfarrkirche von Hausen am Albis im Kanton Zürich. Sie steht an der Bifangstrasse 4 südlich vom Ortskern. Die dazu gehörige Pfarrei ist zuständig für die Orte Hausen, Kappel am Albis und Rifferswil.

## Geschichte

### Vorgeschichte und Namensgebung
Die mittelalterliche Kirche von Hausen war dem Hl. Ulrich geweiht und wurde 1250 erstmals urkundlich erwähnt. Diese Kirche besass einen romanischen Chorhalbrund. Diese erste Kirche wurde in den Jahren 1491 bis 1494 durch einen gotischen Neubau ersetzt. St. Ulrich war eine Filialkirche von St. Martin zu Baar ZG und wurde 1407 mit Baar dem Kloster Kappel inkorporiert. 1495 wollten die Bewohner von Hausen eine eigenständige Pfarrei, was allerdings erst 1527 nach der Reformation vollzogen werden konnte. Als in Zürich ab dem Jahr 1523 die Reformation durchgeführt wurde, war auch in den zürcherischen Untertanengebieten der katholische Gottesdienst verboten, weshalb die Kirche St. Ulrich fortan als reformierte Kirche weiterverwendet wurde. Ihr erster Pfarrer war 1527 ein reformiert gewordener Mönch aus dem Kloster Kappel.
Das Toleranzedikt von 1807 erlaubte erstmals wieder den katholischen Ritus, jedoch örtlich auf die Stadt Zürich beschränkt. Die Niederlassungs- und Glaubensfreiheit der Helvetischen Republik und ab 1848 im schweizerischen Bundesstaat erlaubte den katholischen Arbeitern und ihren Familien, in den reformiert geprägten Kanton Zürich zu ziehen. Die Industrialisierung liess in der Gegend von Affoltern am Albis verschiedene Firmen entstehen, sodass die Region für Arbeiter attraktiv wurde. Im Jahr 1860 zählte der Bezirk Affoltern 322 Katholiken, 1888 schon 1013. Diese Zahlen verdeutlichen, dass der Aufbau einer katholischen Pfarrei im Knonauer Amt vordringlich schien. Die Inländische Mission, welche in den reformiert geprägten Kantonen die Gründung von katholischen Pfarreien finanziell unterstützte, ermöglichte in Affoltern am 30. Mai 1887 die Eröffnung einer Missionsstation, aus der später die Pfarrei St. Josef hervorgegangen ist, die auch für Hausen und die umliegenden Orte zuständig war.

### Entstehungs- und Baugeschichte
In den Jahren 1897 bis 1910 wurde in Rifferswil in einem Wirtshausgebäude für die rund 300 Katholiken im Oberamt durch Zuger Kapuziner Gottesdienst abgehalten und den Kindern Religionsunterricht erteilt. 1908 konnten die Katholiken in Hausen einen Bauplatz für eine Kirche kaufen. Als am 6. November 1910 in Hausen die Herz Jesu-Kapelle eingesegnet wurde, wurde die Seelsorge im Oberamt von Rifferswil nach Hausen verlegt. Diese Kirche konnte nur durch die finanzielle Unterstützung der Inländischen Mission errichtet werden. 1922 wurde Hausen zur eigenständigen Pfarrei ernannt und von Affoltern abgetrennt. Als in der zweiten Hälfte des 20. Jahrhunderts die Anzahl der Katholiken in der Pfarrei stetig anwuchs, wurde der Neubau der Kirche samt Pfarreizentrum vordringlich. 1971 wurde für den Bau der heutigen Kirche im Bifang das Areal der Gärtnerei Vollenweider erworben. In den Jahren 1976–1977 wurde auf diesem Bauplatz die heutige Kirche Herz Jesu samt Pfarreizentrum und Pfarrhaus nach den Plänen des Architekten Albert Müller, Zug erbaut. Am 9. Oktober 1977 wurde die Kirche durch den Bischof von Chur, Johannes Vonderach, geweiht.
Die Pfarrei Herz Jesu Hausen a. A. bildet zusammen mit der Pfarrei St. Burkard Mettmenstetten die Kirchgemeinde Hausen-Mettmenstetten. Diese ist mit ihren 3'720 Mitgliedern (Stand 2021) eine der mittelgrossen katholischen Kirchgemeinden des Kantons Zürich.

## Baubeschreibung

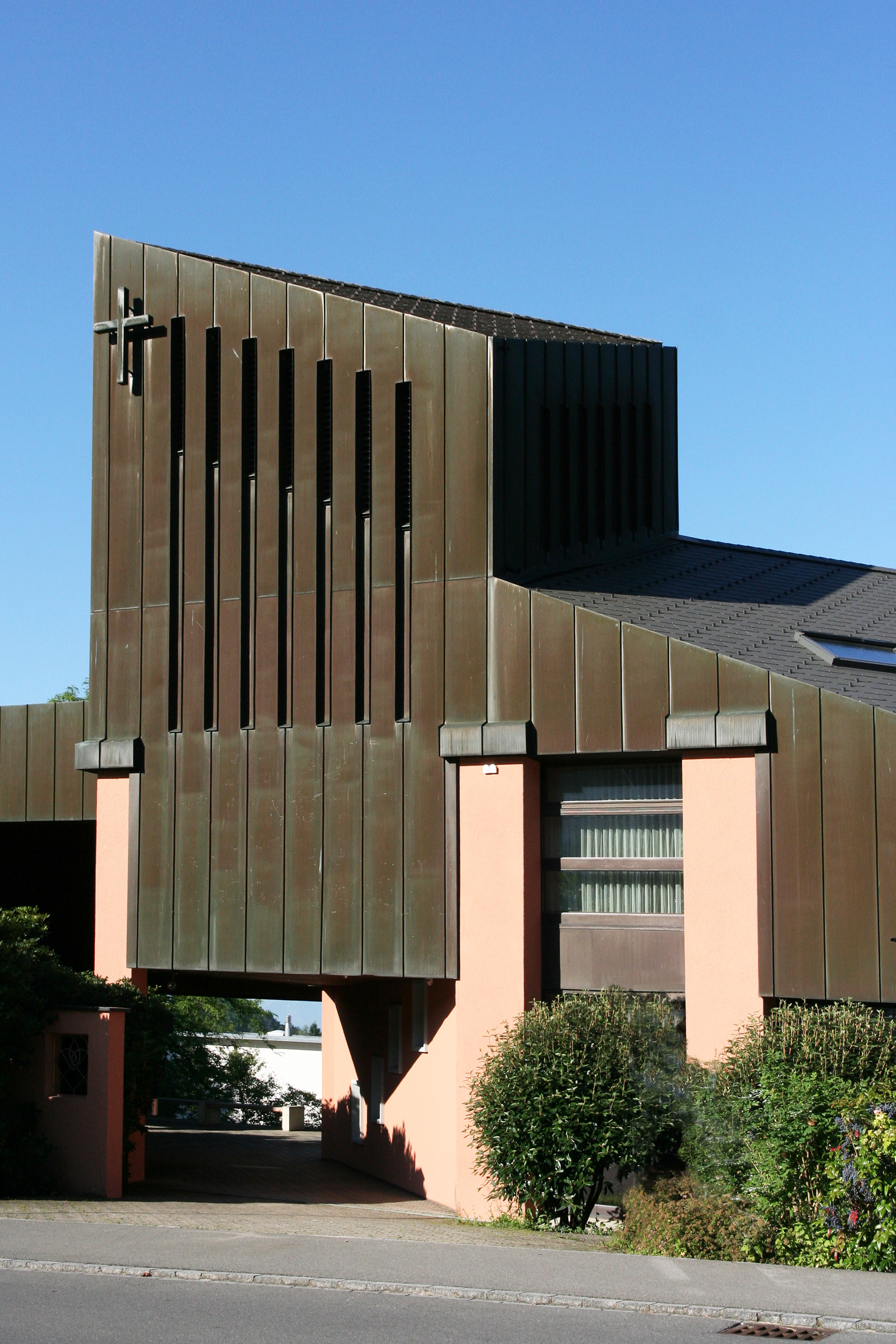
Glockenturm

### Kirchturm und Äusseres
Die Kirche Herz Jesu liegt am südlichen Rand des Dorfkerns von Hausen. Die topografische Lage sowie der Wunsch, keine dominierende Kirche zu bauen, bestimmten die äussere Gestalt der Kirche samt Pfarreizentrum wesentlich mit. Zwei quadratische, mit entgegengesetzt diagonal verlaufenden Giebeldächern versehene Baukuben bergen in sich die Kirche mit nur leicht vom Kirchendach erhobenem Glockenturm sowie das Pfarrhaus. Zwischen den beiden Gebäuden befindet sich ein Vorhof, durch den der Besucher ins Innere der Kirche tritt. Dieser Vorhof ist durch eine Mauer vom Blick der Passanten der Bifangstrasse und der höher gelegenen Ebertswilerstrasse geschützt. In diesem Vorhof können bei Bedarf auch liturgische Handlungen vollzogen werden. Dass es sich bei diesem Gebäudekomplex um eine Kirche handelt, ist nur am gleichschenkligen Kreuz am niederen Kirchturm zu erkennen. Die Weihe der Kirche an das Heiligste Herz Jesu wird dem Besucher durch ein Buntglasfenster angezeigt, welches an der Bifangstrasse vor dem Vorhof der Kirche angebracht ist und ein Herz symbolisiert. Für den Bau der Kirche kamen nur wenige Baumaterialien zur Anwendung: Verputzte und im Backsteinton gestrichene Mauerflächen und mit Kupfer verkleidete Dachgesimse, Sturzpartien und Fenster prägen die Fassaden. Die Dachflächen sind mit Eternitschiefer gedeckt und im Innern mit Fastäfer verkleidet.
Der Kirchturm besitzt ein dreistimmiges Geläut. Die ältere Glocke ist die 1499 von Giesser Hans I. Füssli gegossene Marienglocke, welche bis 1905 in der reformieren Kirche gehangen hatte. Sie hätte zusammen mit den anderen alten Glocken der reformierten Kirche in der Glockengiesserei H. Rüetschi, Aarau für ein neues Geläute eingeschmolzen werden sollen. Der Seidenfabrikant Zürrer von Hausen rettete die Glocke, indem er sie am 18. Dezember 1905 von der Glockengiesserei zurückkaufte und sie den Katholiken für die noch zu erbauende katholische Kirche von Hausen schenkte. Die jüngeren Glocken wurden am 15. Juli 1977 in Aarau gegossen, am 10. September 1977 geweiht und anschliessend zusammen mit der mittelalterlichen Marienglocke in den Turm aufgezogen.
| Nummer | Gewicht | Durchmesser | Ton | Widmung          | Inschrift                                                  |
| ------ | ------- | ----------- | --- | ---------------- | ---------------------------------------------------------- |
| 1      | 520 kg  | 960 mm      | a1  | Hl. Bruder Klaus | O Heiliger Bruder Klaus, erfleh uns Frieden!               |
| 2      | 300 kg  | 800 mm      | c2  | Hl. Antonius     | O Heiliger Antonius, bitt für die Armen ums tägliche Brot! |
| 3      | 305 kg  | 775 mm      | d2  | Hl. Maria        | Maria, o maria du gotes zell behuet was ich über schell    |

### Innenraum und künstlerische Ausstattung

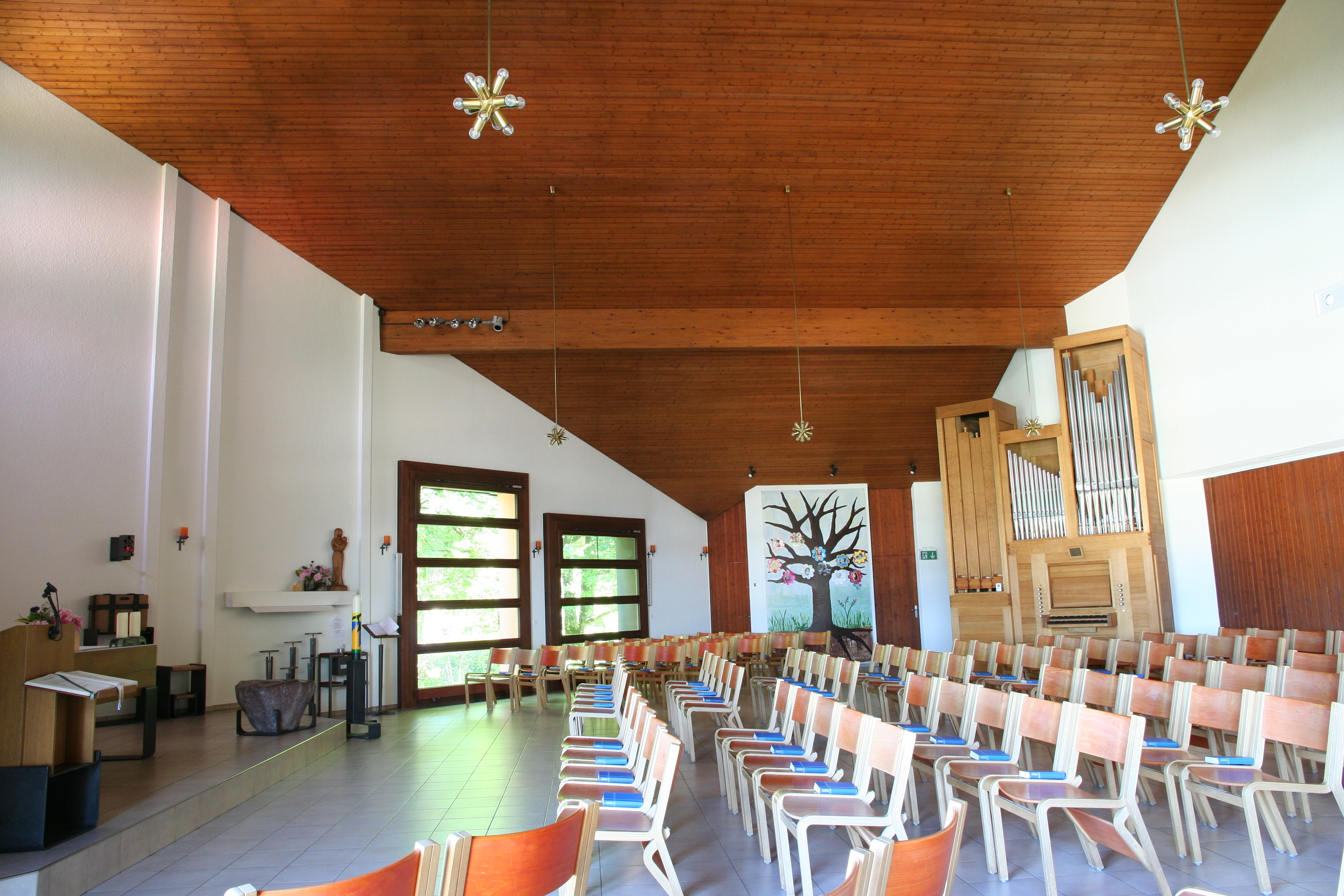
Innenansicht mit Orgel

Das Foyer der Kirche dient als Treffpunkt für kleinere Gruppen bzw. vor und nach dem Gottesdienst für die Besucher. Die Wände vom Foyer zum Kirchenraum können geöffnet werden, sodass das Foyer auch als Vergrösserung der Kirche dienen kann. Der Kirchenraum ist fünfeckig und schart die Gläubigen im Halbkreis um den Altarbezirk. Diese Anordnung verdeutlicht die Vorgaben der Liturgiekonstitution des Zweiten Vatikanischen Konzils, welche die Gemeinschaft von Seelsorger und Gemeinde betonte. An der östlichen Rückwand der Kirche befindet sich die Orgel. Ebenerdige Fenster öffnen sich in nordöstlicher und südwestlicher Richtung und lassen Tageslicht in den Kirchenraum einfallen. Über dem Altarbezirk befinden sich vier Glasfenster, welche Glassteine in Gelb-, Rot- und Blautönen in abstrakter Anordnung enthalten und von Dea Murk gestaltet wurden. Vor der Altarwand, welche den Altarbezirk rechtwinklig abschliesst, befinden sich Ambo und Altar, Tabernakel und Taufstein. Sie wurden aus massivem Eichenholz von der Künstlerin Ursula Seleger-Hansen, Hausen gestaltet. Der Taufstein und der Grundstein beim Eingang zur Kirche stammen von Josef von Wyl, Stallikon.

### Orgel

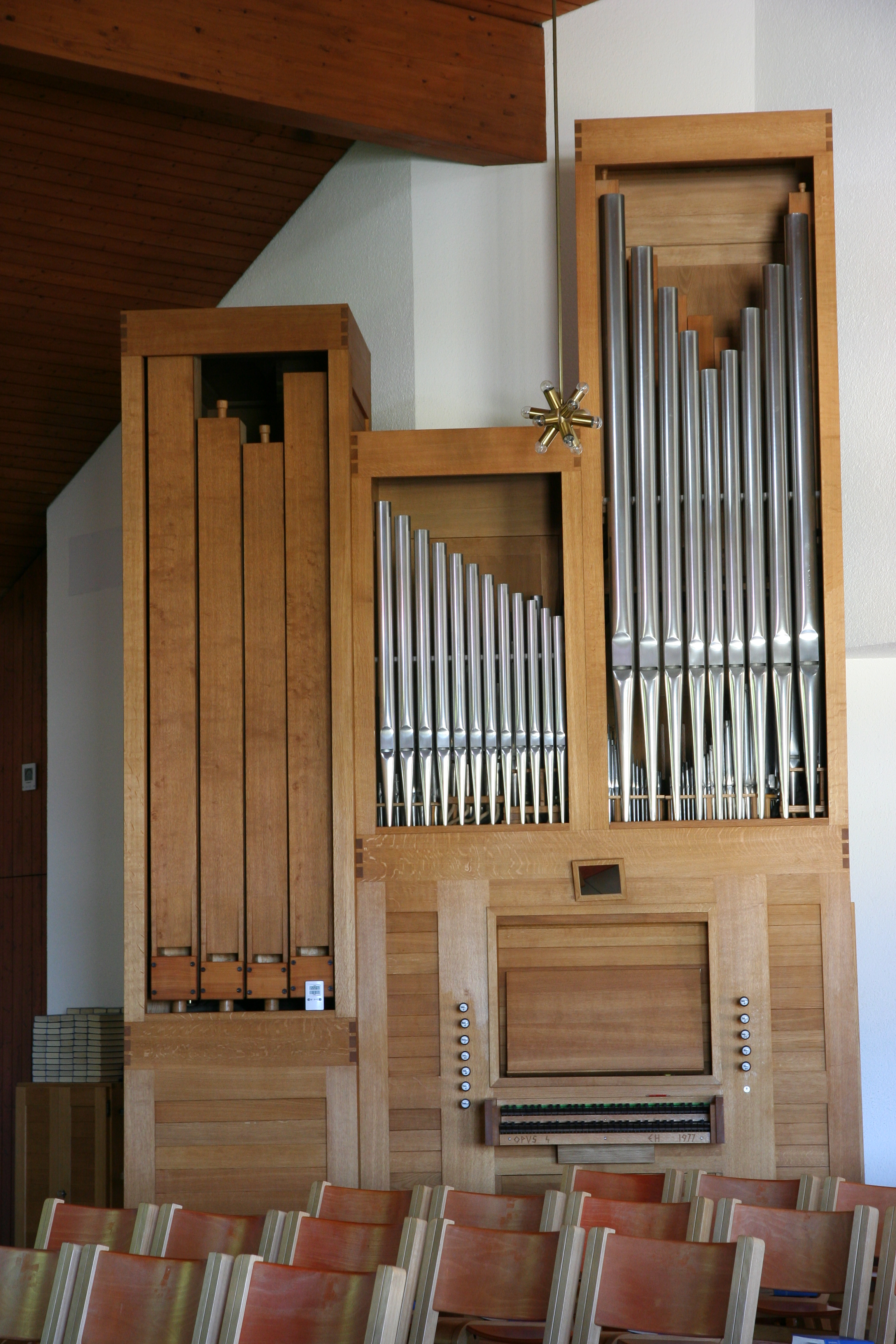
Hauser-Orgel von 1977

Die Kirche erhielt 1977 ihre heutige Orgel durch Orgelbauer Armin Hauser, Kleindöttingen, mit sieben Registern auf zwei Manualen und Pedal. Im Jahr 2002 erfolgte die Erweiterung auf 11 Register durch Orgelbauer Armin Hauser. Neu eingebaut wurden die Register Sesquialtera, Prinzipal, Larigot und Trompete. Es handelt sich um ein Instrument mit mechanischer Traktur und Registratur.
Die Disposition:
| I Manual C–g3 |       |
| Rohrflöte     | 8′    |
| Praestant     | 4′    |
| Oktave        | 2′    |
| Sesquialtera  | 2 ⁄3′ |
| Mixtur III–IV | 1 ⁄3′ |

| II Manual C–g3 |       |
| Holzgedackt    | 8′    |
| Rohrflöte      | 4′    |
| Prinzipal      | 2′    |
| Larigot        | 1 ⁄3′ |

| Pedal C–f1 |     |
| Subbass    | 16′ |
| Trompete   | 8′  |

- Koppeln: II/I, I/P, II/P